# Billy Bassett
Billy Bassett, de son vrai nom William Isiah Bassett, né le 27 janvier 1869 à West Bromwich (Angleterre) et mort le 9 avril 1937 dans la même ville, est un joueur international et dirigeant de football anglais.
Il apparaît en 1998 au premier rang de la liste des Football League 100 Legends (en), récompensant cent joueurs ayant marqué l'histoire du championnat d'Angleterre de football. 

## Biographie

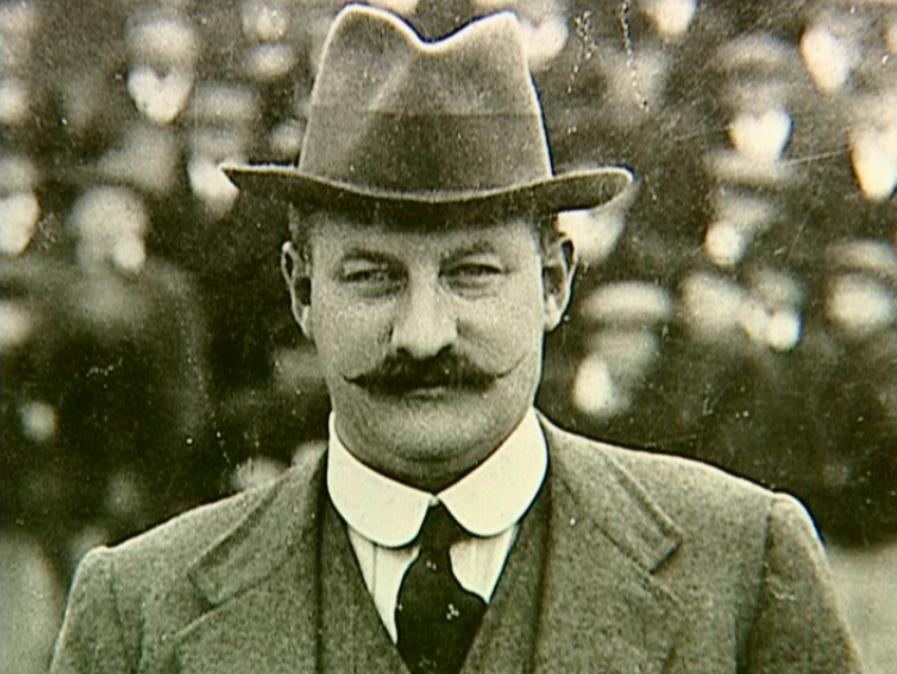
Bassett en 1912, président de West Bromwich Albion

Après plusieurs piges dans des équipes amateur, Bassett rejoint West Bromwich Albion, le principal club de football de sa ville natale, en 1886. Au poste d'ailier droit, il s'impose comme l'un des joueurs emblématiques malgré son gabarit modeste, au sein d'un des clubs fondateurs du championnat d'Angleterre de football. Il dispute au cours de sa carrière 261 matchs de Football League et y inscrit 61 buts. Il remporte avec son équipe la FA Cup à deux reprises, en 1888 et en 1892. Bassett est également le premier joueur d'Albion à être expulsé en cours de partie, pour injures, lors d'un match amical face à Millwall le 28 avril 1894. Il dispute son 311e et dernier match officiel avec son club à l'issue de la saison 1898-1899.
Il est sélectionné par ailleurs à seize reprises en équipe d'Angleterre, marquant sept buts. 
Bassett devient dirigeant d'Albion en 1905, à la suite de la démission du conseil en place confronté aux graves soucis financiers du club. Bassett et l'ancien président Harry Keys parviennent à rétablir la situation du club, grâce notamment à des collectes de fonds dans la région. Bassett devient président à son tour en 1908. En 1910, il sauve de nouveau le club de la faillite, cette fois sur son argent personnel. Tout en étant aux commandes de son club, il tient un rôle actif dans le développement de la fédération anglaise (the Football Association) et du championnat professionnel (the Football League). Bassett meurt à West Bromwich le 8 avril 1937 à 68 ans, alors qu'il est toujours président de WBA. Une foule immense accompagne les funérailles dans les rues de West Bromwich.

## Palmarès
- Vainqueur de la FA Cup en 1888 et 1892 (West Bromwich Albion)